# Bataille de Rocquencourt
Campagne des Cent-Jours
Septième Coalition
Batailles
Batailles des Cents-Jours
Campagne du duc d'Angoulême
- Ajaccio
- Bonifacio
- Montélimar
- Loriol

Campagne de Belgique
- Ligny
- Quatre-Bras
- Waterloo
- Wavre

Campagne de France de 1815
- Maubeuge
- Huningue
- La Souffel
- Vélizy
- Rocquencourt
- Sèvres
- Issy

Guerre napolitaine
- Panaro
- Ferrare
- Occhiobello
- Carpi
- Casaglia
- Ronco
- Cesenatico
- Pesaro
- Scapezzano
- Tolentino
- Ancône
- Castel di Sangro
- San Germano
- Gaète

Guerre de Vendée et Chouannerie de 1815
- Les Échaubrognes
- L'Aiguillon
- Aizenay
- Sainte-Anne-d'Auray
- Cossé
- Saint-Gilles-sur-Vie
- Redon
- Les Mathes
- Muzillac
- Rocheservière
- Thouars
- Auray
- Châteauneuf-du-Faou
- Guérande
- Fort-la-Latte

Le combat de Rocquencourt ou bataille de Rocquencourt, dernière bataille gagnée des troupes impériales napoléoniennes, eut lieu à Rocquencourt et Le Chesnay, le 1er juillet 1815, soit treize jours après Waterloo et neuf jours après l'abdication de Napoléon Ier, avant la signature de l'armistice, alors que les Prussiens avaient envahi la France.

## Préambule
Cette bataille fut à l'instigation du maréchal Davout, des généraux Exelmans et Piré, se traduisit par la victoire française contre une division de l'armée prussienne et la capture de plus de quatre cents prisonniers.
Début juillet, l'armée française réunie sous les murs de Paris attendait le signal d'une bataille qui eût été une revanche de la bataille de Waterloo.

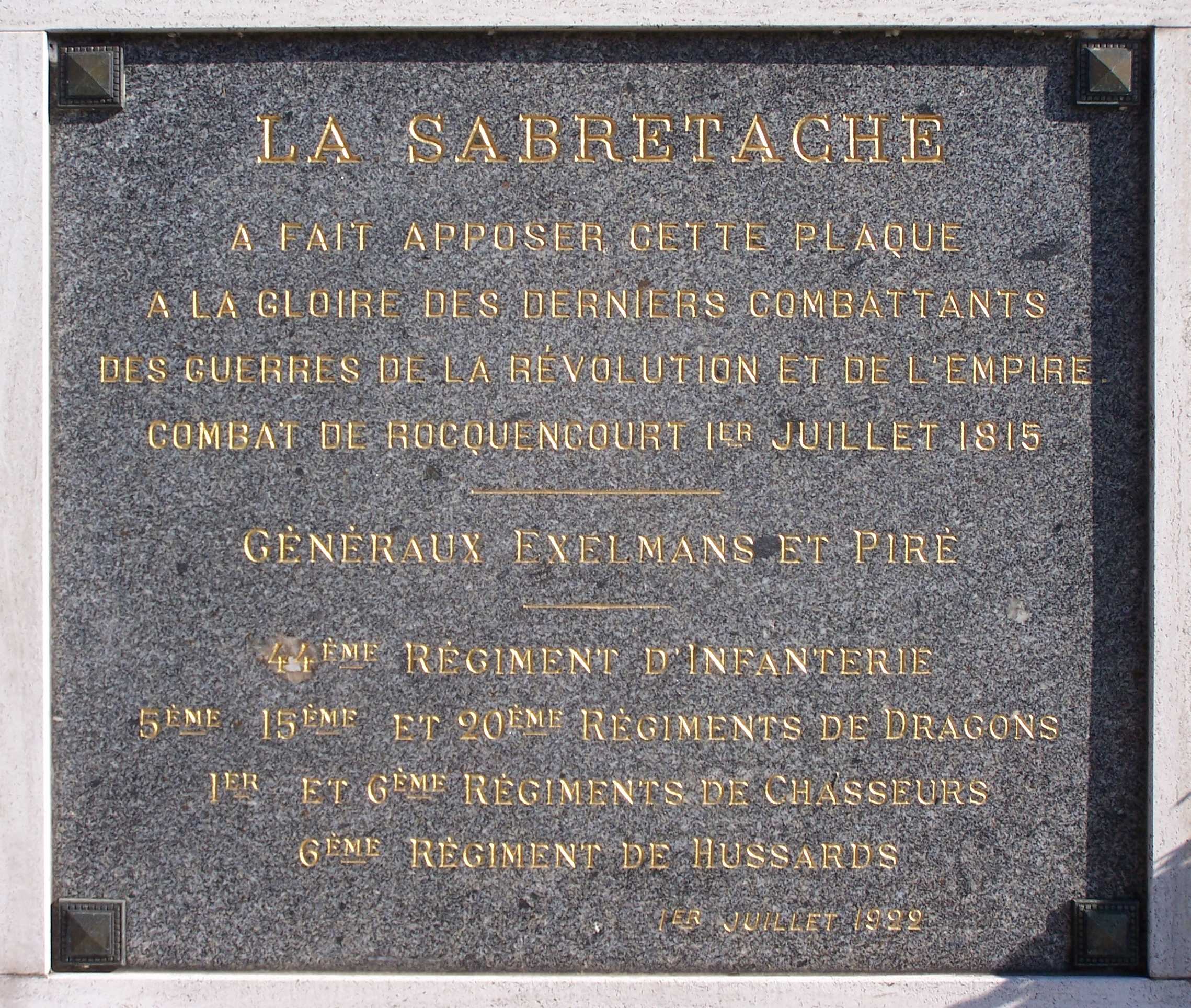
Plaque commémorative de la bataille du 1er juillet 1815.

Blücher, rencontrant un simulacre de défense, avait passé la Seine par le pont du Pecq, conservé par les soins du journaliste Alphonse Martainville, s'était installé à Saint-Germain-en-Laye et paraissait vouloir se répandre, avec ses troupes, dans la partie Sud-Ouest de Paris. Les généraux français, témoins de cette marche aventureuse, jugèrent unanimement que les Prussiens s'étaient compromis. Ce fut dans ce moment que l'Empereur déclara au gouvernement qu'il était sûr d'écraser l'ennemi, si le commandement de l'armée lui était confié.
Par ordre de Davout, le général Exelmans fut dirigé à la recherche des Prussiens, qui étaient arrivés sous les murs de Paris le 1er juillet, avec 6 000 hommes ; un corps de 15 000 hommes d'infanterie, sous le commandement du général Vichery, devait le suivre par le pont de Sèvres et lier ses mouvements avec 6 000 fantassins du 1er corps, et 10 000 cavaliers d'élite qui devaient déboucher par le pont de Neuilly. Au moment d'exécuter ces dispositions dont le succès eût pu entraîner la perte de l'armée prussienne, le prince d'Eckmühl donna un contre-ordre.
Les troupes du général Exelmans quittèrent, seules, leur bivouac en trois colonnes, pour couper la retraite à l'ennemi qui s'était avancé jusqu'à Versailles. Une colonne composée du 44e régiment d'infanterie de ligne en avant-garde et des divisions de cavalerie Piré et Vallin (6e hussards), passant par Sèvres et par Vaucresson, marcha vers Rocquencourt, tandis qu'une seconde marcha vers Fontenay-le-Fleury, en contournant Versailles par le Sud-Ouest afin d'encercler les troupes ennemies trop avancées, tandis que la 3e colonne formée de deux divisions de dragons marchait droit à Versailles par Le Plessis-Piquet et par Vélizy.
La cavalerie du général Exelmans rencontra à Vélizy l'avant-garde prussienne, la brigade von Sohr, composée des 3e et 5e (de), qui furent culbutés. Les Prussiens en déroute s'enfuirent par Versailles.

## Forces en présence
Forces prussiennes
- 2e brigade de cavalerie prussienne, sous le commandement du colonel Eston de Sohr, composée des
  - 3e régiment de hussards
  - 5e régiment de hussards (de)

Forces françaises
- 5e régiment de dragons
- 15e régiment de dragons
- 20e régiment de dragons
- 1er régiment de chasseurs à cheval
- 6e régiment de chasseurs à cheval
- 6e régiment de hussards
- 1 bataillon du 44e régiment d'infanterie de ligne

## Déroulement
Traversant Versailles au galop, par le boulevard du Roi, par la rue des Réservoirs, par la place d'Armes, par l'avenue de Paris, par la rue des Chantiers, en cherchant à gagner Saint-Germain-en-Laye, les hussards prussiens sont poursuivis par la 2e division de cavalerie du général Strolz (5e, 15e, 20e dragons). Ils tombent, à l'entrée de Rocquencourt, dans une embuscade formée d'un bataillon du 44e de ligne et des 1er et 6e régiments de chasseurs à cheval, qui avaient filé par Ville-d'Avray.
Sous le commandement des colonels de Faudoas et Simonneau, les troupes françaises se précipitèrent, par le chemin des Bœufs, contre les escadrons prussiens, fusillés à bout portant. Une panique indescriptible s'empare alors de la cavalerie prussienne qui, dans le plus grand désordre, cherche à sortir de la nasse à travers les champs, par Le Chesnay.
Poursuivis par les régiments sous le commandement de Strolz, Piré et Vincent, les colonels Briqueville (20e dragons), Faudoas (6e chasseurs à cheval), Saint-Amand (5e dragons), Chaillot (15e dragons), Simonneau (1er chasseurs à cheval), de Savoie-Carignan (6e hussards) et Paolini (44e de ligne), secondés par les gardes nationaux locaux agissant en tirailleurs à la Porte Saint-Antoine, les Prussiens sont poussés dans le parc du château du Chesnay. Cernés, ils se réfugient dans la cour de la ferme Poupinet, où ils sont soit tués soit faits prisonniers, alors qu'armes, bagages et chevaux sont capturés.

## Bilan
Des 1 500 hussards, 1 000 à 1 100 furent mis hors de combat ou fait prisonniers, le reste parvenant à s'échapper.
Le colonel de Briqueville, commandant le 15e régiment de dragons, fut blessé de plusieurs coups de sabre.
Le colonel Eston de Sohr fut grièvement blessé lors des combats du Chesnay, et fut fait prisonnier.
Cette belle victoire fut toutefois le chant du cygne de la Grande Armée.

## Conséquences
À l'issue de cette victoire, Exelmans continua son mouvement vers Saint-Germain-en-Laye. Rencontrant à Louveciennes, près de Marly-le-Roi, un corps d'infanterie considérable, il jugea prudent de faire retraite, plutôt que d'affronter sur un terrain peu propre aux mouvements de cavalerie, car très boisé, et avec des forces aussi disproportionnées. Il revint à Montrouge, la rage dans le cœur, laissant les Prussiens s'établir le long de la rive gauche de la Seine pour attaquer Sèvres. Le surlendemain, 3 juillet, l'armistice conclu fit cesser les hostilités.
Le lendemain, 2 juillet, Blücher occupa militairement Versailles, ordonna aux habitants de livrer toutes leurs armes et quand nul ne fut plus en état de se défendre, ou de se venger, il ordonna le pillage. Un grand nombre de maisons furent ravagées. De la manufacture d'armes, il ne resta que les murs[réf. nécessaire]. Les villages de Rocquencourt, du Chesnay et de Vélizy subirent le même sort. Ils restèrent dans Versailles jusqu'au 12 octobre 1815, date à laquelle ils furent remplacés par les Anglais, qui partirent définitivement le 12 décembre de la même année 1815.

### Source
- Monographie communale de Rocquencourt.
- Monographie communale de Le Chesnay.
- Charles Mullié, Biographie des célébrités militaires des armées de terre et de mer de 1789 à 1850, 1852 [détail de l’édition].